# Jan Veleba
Jan Veleba (ur. 6 grudnia 1986) – czeski lekkoatleta specjalizujący się w biegach sprinterskich.
Uczestniczył w mistrzostwach Europy w 2010 roku, halowych mistrzostwach Europy w 2011 roku oraz w mistrzostwach Europy w Amsterdamie (2016). Reprezentant kraju w drużynowych mistrzostwach Europy.
3 lipca 2010 w Pardubicach ustanowił rekord kraju w biegu na 100 metrów.
Jest mistrzem Czech w biegu na 100 metrów z 2010 roku.

## Rekordy życiowe
- bieg na 60 metrów – 6,64 (21.01.2023, Jablonec)
- bieg na 100 metrów – 10,16 / 10,15w (26.07.2019, Brno) rekord Czech
- bieg na 150 metrów – 15,51 (8.09.2020, Ostrawa)
- bieg na 200 metrów – 20,64 (31.07.2020, Praga)